# IPhone 15 Pro
iPhone 15 Pro và iPhone 15 Pro Max là điện thoại thông minh được thiết kế và tiếp thị bởi Apple Inc. Đây là dòng sản phẩm kế nhiệm iPhone 14 Pro và iPhone 14 Pro Max. Sản phẩm được công bố vào ngày 12 tháng 9 năm 2023, cùng với 15 và 15 Plus. 

## Lịch sử
Nhiều tin đồn cho rằng iPhone 15 Pro Max có thể được đổi tên thành iPhone 15 Ultra kể từ khi Apple giới thiệu Apple Watch Ultra. Vào ngày 8 tháng 9 năm 2023, Apple xác nhận rằng họ sẽ vẫn giữ tên "Pro Max" cho biến thể 15 Pro 6,7 inch lớn hơn, thay vì gọi đây là "Ultra".

## Thông số kỹ thuật

### Phần cứng
Giống như iPhone 15 và 15 Plus, 15 Pro và Pro Max giới thiệu USB-C cho dòng iPhone. Đầu nối này được Ủy ban Châu Âu bắt buộc phải sử dụng trên tất cả các thiết bị, bao gồm cả iPhone, theo Chỉ thị (EU) 2022/2380 vào năm 2022. Trước đó, iPad Pro thế hệ thứ ba, phát hành năm 2018, đã giới thiệu USB-C cho thiết bị cầm tay của Apple thiết bị. Nhà phân tích Ming-Chi Kuo của Apple tuyên bố rằng Apple sẽ loại bỏ đầu nối Lightning độc quyền của mình vào năm 2023. Vào tháng 10 năm 2022, Apple xác nhận sẽ tuân thủ các quy định của Liên minh Châu Âu.

### Thiết kế
iPhone 15 Pro và iPhone 15 Pro Max sẽ có các màu titan tự nhiên, titan xanh, titan trắng và titan đen.
| Màu sắc | Tên            |
| ------- | -------------- |
|         | Titan tự nhiên |
|         | Titan xanh     |
|         | Titan trắng    |
|         | Titan đen      |

#### Tốc độ sạc và truyền
iPhone 15 Pro và iPhone 15 Pro Max sẽ sử dụng USB-C với tốc độ truyền USB 3.1 (ước tính lên tới 10Gbps / 1,25GBps), một cải tiến so với các mẫu iPhone 14 Pro và iPhone 15/15 Plus tiêu chuẩn chỉ có tốc độ truyền USB 2.0 transfer speeds (ước tính lên tới 480 Mbps / 60MBps).

#### Đầu ra video
Tất cả các mẫu iPhone 15 đều hỗ trợ Chế độ thay thế DisplayPort qua đầu ra video USB-C với độ phân giải 4K HDR.
Các mẫu iPhone trước đây (từ iPhone 5 đến iPhone 14) có độ phân giải được hỗ trợ tối đa là 1600 x 900 (thấp hơn một chút so với 1080p) với Bộ chuyển đổi AV kỹ thuật số Lightning do hạn chế kỹ thuật của đầu nối Lightning.

#### Nút Action
iPhone 15 Pro và iPhone 15 Pro Max sử dụng nút Action, thay thế nút tắt tiếng. Người dùng có thể cấu hình nút Action.

### Phần mềm
iPhone 15 Pro và iPhone 15 Pro Max sẽ ra mắt cùng với iOS 17.

## Hình ảnh
- iPhone 15 Pro
- iPhone 15 Pro Max
- iPhone 15 Pro Series